# 矢野虎村
矢野 虎村（やの とらむら）は、戦国時代の武将。三好氏の家臣。官途は伯耆守。橘氏。

## 生涯
生年や若いころの事跡は不明だが、勝瑞城の西大手口の支城にあたる矢上城（勝興寺城）の城主で、名前の虎村は三好実休（之虎）の偏諱を受けている。
実休が戦死した永禄5年（1562年）の久米田の戦いに加わっていたかも不明だが、同年11月29日（1563年1月2日）に河内国の高屋城で、虎村ほか三好康長、加地盛時、三好盛政など9人の武将は、実休の嫡子・三好長治を盛り立てることを誓った起請文（「高屋在城衆起請文」）に署名しており、少なくともこの頃は「高屋在城衆」として畿内で活動していた。また、『東寺百合文書』には、実休の死後に三好康長、三好盛政と3人で連署した書状の案文が2通残っている。
三好三人衆の時代は、畿内において永禄9年（1566年）の松永久秀との一連の戦闘（東大寺大仏殿の戦い）に参加し、元亀元年（1570年）には野田・福島の戦いで織田信長とも戦っていることが『細川両家記』に書かれている。
『矢野氏覚書』によると、晩年の虎村は勝瑞城の城郭内に居住し、矢上城には嫡子の矢野国村（駿河守）が詰めていた。このほか、矢上村には矢野備後守、矢野孫右衛門、矢野市之助、黒田村には矢野惣右衛門、矢野志摩佐、高畠左兵衛などの一族が住んでいた。
天正5年（1577年）、三好長治が伊沢頼俊と小笠原成助に討たれた後、嫡子の矢野国村は伊沢頼俊を討ち取り、小笠原成助を土佐国に追い払って十河存保を勝瑞城に迎えた。しかし、天正7年（1579年）の冬、土佐勢が東進した際に、国村は脇城の森長秀（飛騨守）の救援に赴き、仁木日向守に討たれた。虎村は勝瑞から矢上城に救援に駆け付け、黒田と中富川で土佐勢を撃退した。
天正10年（1582年）、本能寺の変で織田信長が死亡したため、東進を留められていた長宗我部元親は再び進軍、中富川の戦いが発生し、虎村と矢野備後守は中富川で戦死した。『南海通記』によると、中富川の合戦の時点で、虎村は「三好家老」で「其日ノ戰奉行」（軍奉行）であり、8月28日（10月7日）、香宗我部親泰の手勢に首を取られた。